# Újezdec (Ledce)
Újezdec (německy  Aujest) je malá vesnice, část obce Ledce v okrese Hradec Králové. Nachází se asi 1 km na jihovýchod od Ledcí. V roce 2009 zde bylo evidováno 18 adres. V roce 2001 zde trvale žilo 32 obyvatel.
Újezdec leží v katastrálním území Ledce o výměře 8,34 km2.